# Tyrannochthonius perpusillus
Tyrannochthonius perpusillus är en spindeldjursart som beskrevs av Beier 1951. Tyrannochthonius perpusillus ingår i släktet Tyrannochthonius och familjen käkklokrypare. Inga underarter finns listade i Catalogue of Life.